# Códice Washingtoniano

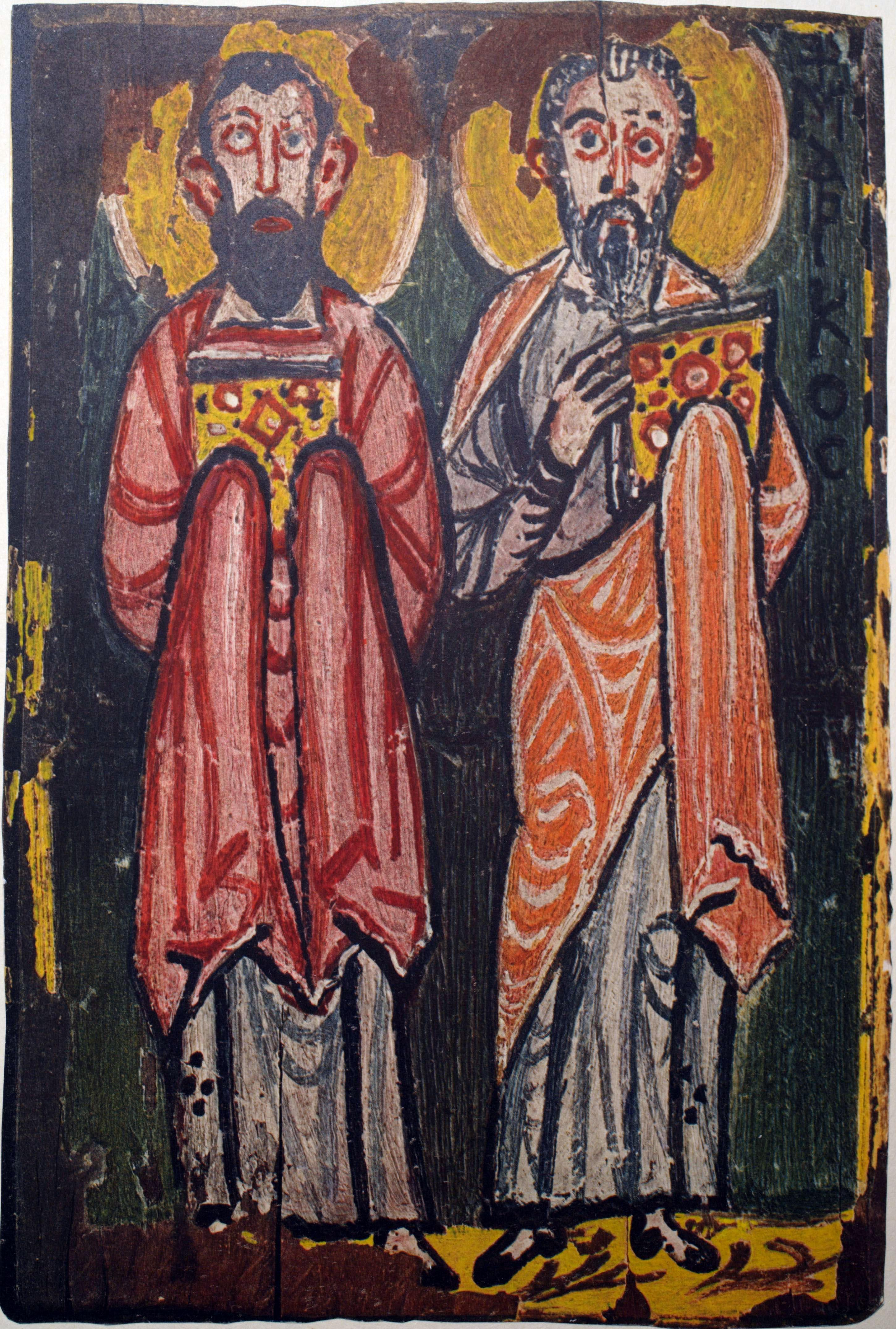

El Códice Washingtoniano, Codex Washingtonensis o Codex Freerianus, también llamado Manuscrito de los Evangelios de Washington, es un manuscrito uncial de los cuatro Evangelios, escrito en griego koiné sobre pergamino.
En 1906 el coleccionista de obras de arte e industrial estadounidense Charles Lang Freer se encontraba en Guiza (Egipto). Allí compró a un mercader árabe unos manuscritos que vendía. El mercader dijo que procedían del monasterio Blanco cerca de Sohag. Freer recibió de la compra un bulto de pergamino quebradizo muy estropeado y por otro lado tres pergaminos en mejores condiciones. Pasado el tiempo este códice fue donado a la Galería Freer de Arte de la Institución Smithsoniana de Washington D. C.
Posteriormente se le llamó Códice Washingtoniano I de los Evangelios a una parte del hallazgo, y se le designó con la letra W.
A la otra parte del hallazgo se le llamó Códice Washingtoniano II de los Evangelios, y se le denominó con la letra I.
Se le considera el cuarto códice más importante después del Sinaítico, Vaticano y Alejandrino.

## Características y contenido
Con respecto al pergamino quebradizo y estropeado, se comprobó que contenía las Cartas de Pablo. Se encontraron 84 páginas y se estimó la edad del códice entre el siglo V o el siglo VI d. C.
Los siguientes tres pergaminos recogían: los libros de Josué, Deuteronomio y el Libro de los Salmos según la Septuaginta griega. Por otro lado contenía cuatro Evangelios en casi su totalidad con 187 páginas del siglo IV o siglo V d. C.
Las hojas del pergamino son muy finas de piel de carnero, se observan manchas de sebo, esto se debió al goteo de velas (se deduce que le daban mucho uso al códice).
El manuscrito está escrito en Unciales (mayúsculas) inclinadas griegas, apenas con puntuación observándose espacios pequeños entre las frases. La lectura del códice revela diferentes tipos de texto, se piensa que se copió de fragmentos que quedaron de diversos manuscritos.
El Códice Washingtoniano de los Evangelios tiene plasmado o escrito en sus hojas muchos pasajes y notas referentes a la vida de Jesucristo.

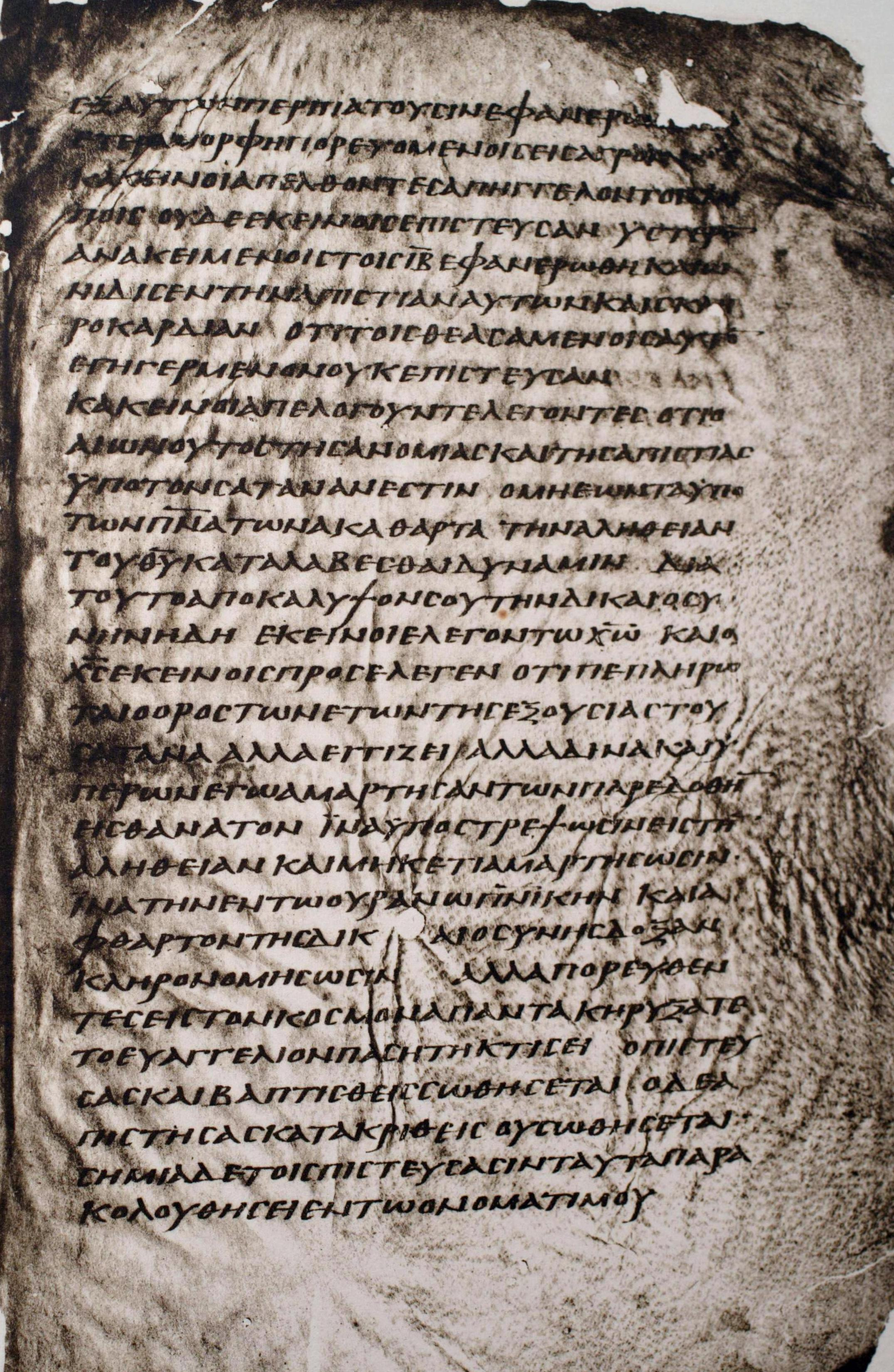
Marcos 16:12-17.

Una nota de este códice dice:"Una cosa, sin embargo, es necesaria. Por su parte [...]".
Se está refiriendo al texto de (Lucas 10:42) cuando Jesús le dice a Marta, hermana de María lo que tenía que hacer. 
El Códice Alejandríno también recoge de igual modo este pasaje.
Sí, la similitud indica que el Códice Washingtoniano, es un códice a tener en cuenta pues utiliza expresiones en pasajes que por otro lado y en comparación con los códices importantes muestra que está a la altura en 'sintonía' con Códice Sinaítico como con el Códice Vaticano; estos últimos el 'Sinaítico' y el 'Vaticano' el pasaje anteriormente citado lo vierten de la siguiente manera:
"Son pocas, sin embargo, las cosas que se necesitan, o solo una. Por su parte[...]".